# Лекки, Уильям Эдвард Гартполь
Уильям Эдвард Гартполь Лекки (26 марта 1838 — 22 октября 1903) — ирландский историк, эссеист и политический теоретик, симпатизирующий партии вигов. Его основным трудом стала восьмитомная «История Англии восемнадцатого века».

## Ранние годы
Родился в Ньютаун-парке, недалеко от Дублина. Старший сын землевладельца Джона Гартполя Лекки. Получил образование в Кингстауне, Арма, в Челтнемском колледже и Тринити-колледже в Дублине, где получил степень бакалавра в 1859 году и магистра в 1863 году, изучая богословие и намереваясь стать священником в Ирландской церкви.

## Карьера

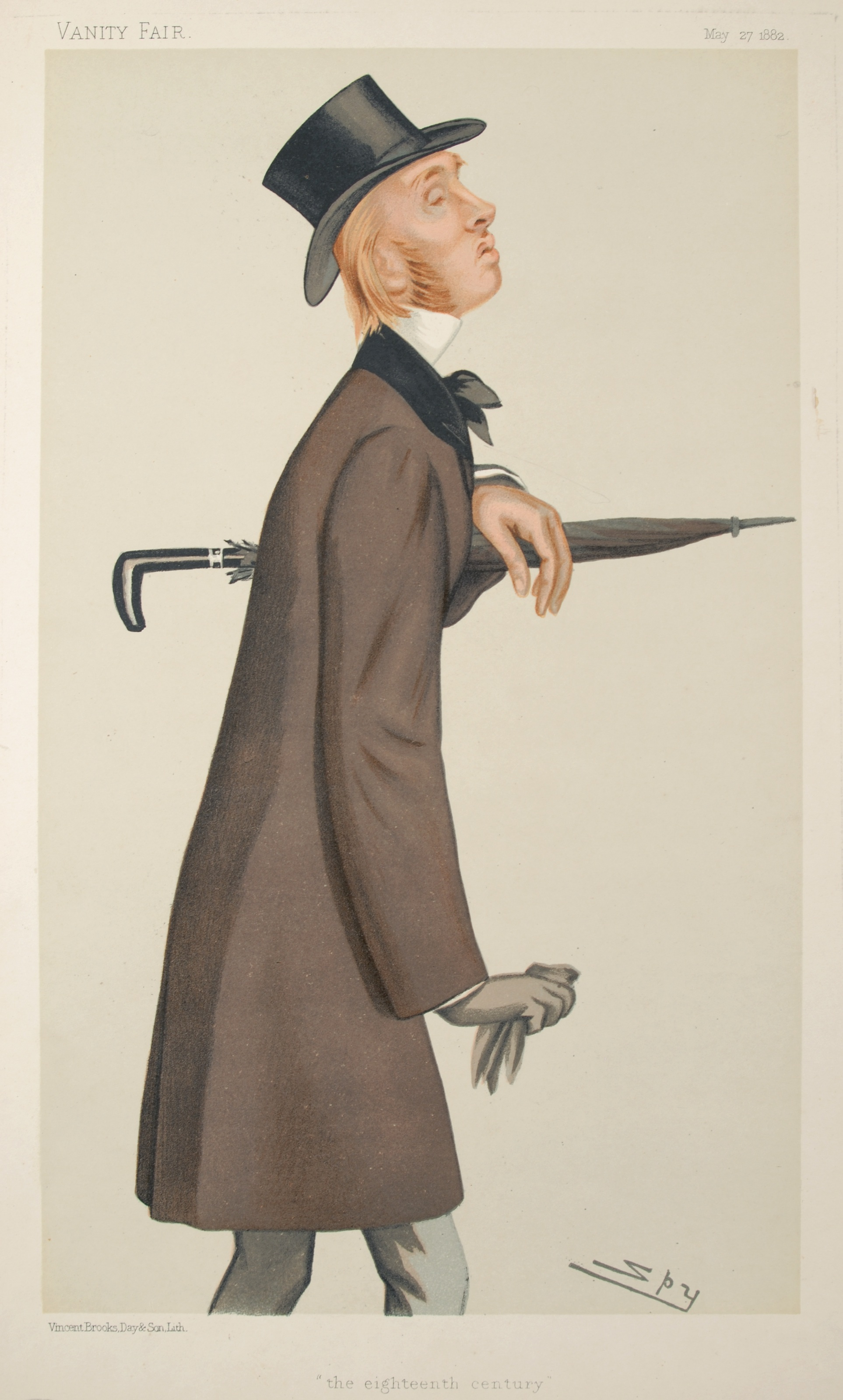
Карикатура Шпиона, опубликованная в журнале Vanity Fair в 1882 году.

В 1860 году Лекки анонимно опубликовал небольшую книгу под названием «Религиозные тенденции эпохи», но после окончания колледжа обратился к историографии. В 1861 году он опубликовал книгу «Лидеры общественного мнения в Ирландии», содержащую краткие очерки о Джонатане Свифте, Генри Флуде, Генри Граттане и Дэниеле О’Коннелле. Эти очерки первоначально вышли анонимно, и были переизданы в 1871 году; эссе о Свифте, переписанное и дополненное, появилось снова в 1897 году как введение к изданию сочинений Свифта. Затем последовали два обзора: «История возникновения и влияния рационализма в Европе» (2 тома, 1865 г.), и «История нравственности в Европе от Августа до Карла Великого» (2 тома, 1869 г.). Эта книга вызвала бурю негодования своим вводным рассуждением на тему «Естественная история нравственности». «История европейской морали» Лекки была одной из любимых книг Марка Твена и повлияла на написание романа «Янки из Коннектикута при дворе короля Артура».
Затем Лекки сконцентрировался на своей основной работе «История Англии в восемнадцатом веке», завершив эту работу в 1890 г. В «академическом» издании 1892 года в 12 томах (позже переизданных) выделена «История Ирландии в восемнадцатом веке».
Книга «Стихотворения» (1891 г.) оказалась менее успешной. В 1896 году Лекки опубликовал два тома под названием «Демократия и свобода», в которых рассматривал современную демократию. Пессимистические выводы, к которым он пришёл, вызвали критику как в Великобритании, так и в США, которая возобновилась, когда он опубликовал в новом издании (1899 г.) свою низкую оценку недавно умершего Уильяма Юарта Гладстона.

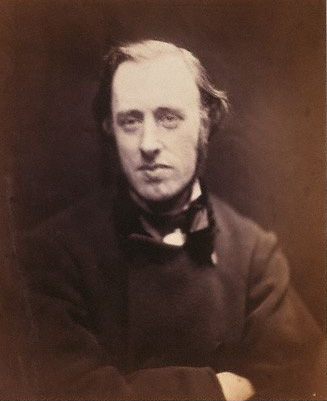
Уильям Эдвард Гартполь Лекки, фотография 1868 года Джулии Маргарет Кэмерон, Национальная портретная галерея в Лондоне

В «Карте жизни» (1899) Лекки в популярном стиле обсуждает этические проблемы повседневной жизни. В 1903 году он опубликовал исправленное и дополненное издание «Лидеров общественного мнения в Ирландии» в двух томах, в котором опущено эссе о Свифте, а эссе об О’Коннелле было расширено до полной биографии. Критик методов, с помощью которых был принят Акт об объединении, Лекки, выросший как умеренный либерал, выступал против политики самоуправления, и в 1895 году он был возвращен в парламент в качестве члена-юниониста от Дублинского университета на дополнительных выборах. В 1897 году он стал тайным советником. В списке почестей коронации 1902 года, опубликованном 26 июня 1902 года, он был награждён новым учрежденным Орденом за заслуги, который был вручен ему лично 24 октября 1902 годакоролем Эдуардом VII в Букингемском дворце.

## Ученые степени

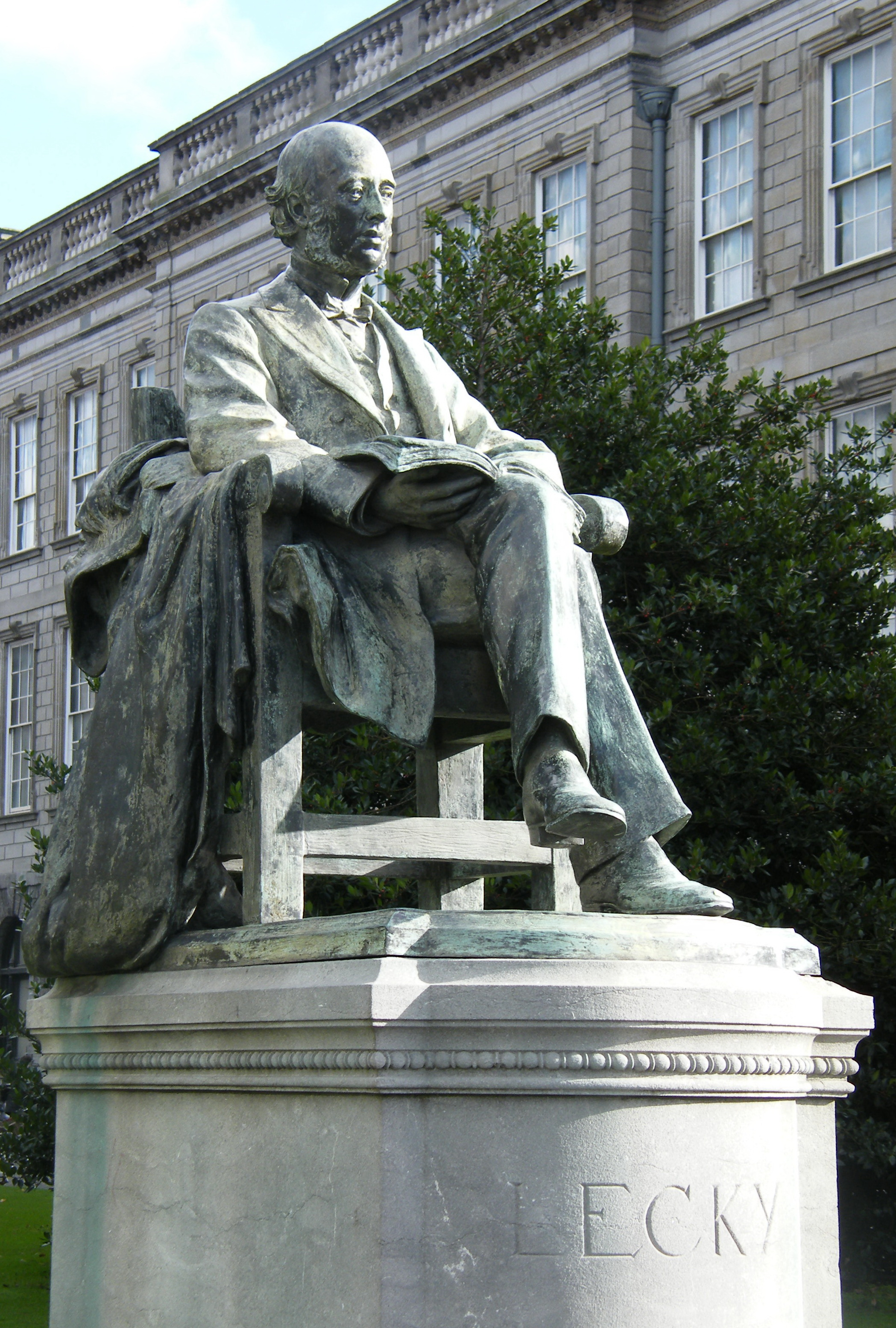
Статуя Лекки в Тринити-колледже в Дублине

Его университетские награды включали степени доктора права университетов Дублина, Сент-Эндрюс и Глазго, доктора гражданского права Оксфорда и доктора гуманитарных наук Кембриджа. В 1894 году он был избран членом-корреспондентом Института Франции. Время от времени он писал периодическую литературу, и были опубликованы два его выступления: «Политическая ценность истории» (1892 г.) и «Империя, её значение и рост» (1893 г.).

## Семья и посмертное признание
После того, как его отец умер, когда Лекки было 14 лет, он рос как член семьи 8-го графа Карнвата, мужа его мачехи.
Лекки женился в 1871 году на Элизабет ван Дедем, фрейлине королевы Нидерландов Софи и члене аристократической семьи ван Дедем. Детей у пары не было. Элизабет, писательница и историк, публиковала статьи, в основном на исторические и политические темы, для различных обзоров.
В 1904 году деньги на его памятник были собраны по подписке, и статуя работы Госкомба Джона была установлена в Тринити-колледже в Дублине.
Книга «Исторические и политические очерки» Лекки была опубликован посмертно (Лондон, 1908 г.), под редакцией его вдовы.
Кафедра истории им. Лекки в Тринити-колледже в Дублине была открыта его вдовой в 1913 году.
В 1978 году в его честь была названа часть гуманитарного библиотечного комплекса колледжа.

## Научные общества
Лекки был избран членом Американского антикварного общества в 1891 году